# End of Night
"End of Night" là ca khúc của nữ ca sĩ kiêm sáng tác người Anh Dido. Ca khúc được phát hành vào ngày 5 tháng 5 năm 2013 dưới dạng đĩa đơn thứ hai từ album phòng thu thứ 4, Girl Who Got Away (2013). Ca khúc được Dido và Greg Kurstin sáng tác.

## Video âm nhạc

### Bối cảnh
Một video lời nhạc cho ca khúc được đăng tải lên YouTube ngày 26 tháng 3 năm 2013 với độ dài 4 phút. Video âm nhạc chính thức được phát hành trên YouTube ngày 28 tháng 4 năm 2013 với độ dài 3 phút 29 giây.

### Nội dung
Video được thực hiện với cảnh Dido bước đi trong căn biệt thự với nhiều vũ công xung quanh. Video bắt đầu với cảnh của căn biệt thự rồi cảnh Dido ngồi hát ở gường cùng với một vũ công đứng sau lưng cô, sau đó cô bước ra khỏi phòng và đến một căng phòng khác đầy vũ công, sau đó cô tiếp tục ra khỏi căn biệt thự, nơi có nhiều vũ công hơn nữa.

## Trình diễn trực tiếp
Tháng 4 năm 2013, Dido trình diễn "End of Night" trực tiếp lần đầu tiên tại một chương trình đàm thoại hài đêm khuya của Đức Sau đó cô trình diễn ca khúc này tại chương trình truyền hình Morgenmagazin của Đức vào ngày 23 tháng 4. Cô trình diễn ca khúc này lần nữa ở một chương trình truyền hình của Anh vào ngày 30 tháng 4 năm 2013.

## Danh sách bài hát
| Phiên bản album | Phiên bản album | Phiên bản album |
| STT             | Nhan đề         | Thời lượng      |
| --------------- | --------------- | --------------- |
| 1.              | "End of Night"  | 3:58            |

| Tải nhạc số | Tải nhạc số                                       | Tải nhạc số |
| STT         | Nhan đề                                           | Thời lượng  |
| ----------- | ------------------------------------------------- | ----------- |
| 1.          | "End of Night" (Bản chỉnh sửa của đài phát thanh) | 3:27        |
| 2.          | "End of Night" (Bản phối của JR)                  | 3:40        |
| 3.          | "End of Night" (Bản phối lại của Vince Clarke)    | 6:03        |
| 4.          | "End of Night" (Bản phối lại của Cedric Gervais)  | 5:52        |

## Những người thực hiện
- Sáng tác bởi Dido Armstrong và Greg Kurstin
- Sản xuất bởi Greg Kurstin
- Phối khí bởi Greg Kurstin
- Xây dựng bởi Greg Kurstin
- Xây dựng thêm bởi Jessie Shatkin
- Thu âm tại Echo Studios, Los Angeles
- Hát chính bởi Dido
- Keyboards và lập trình bởi by Greg Kurstin
- Đảm nhiệm bởi Tom Coyne tại Sterling Sound

Phần này được ghi lại từ bìa sau album Girl Who Got Away.

## Xếp hạng

### Xếp hạng tuần
| Bảng xếp hạng (2013)                   | Thứ hạng cao nhất |
| -------------------------------------- | ----------------- |
| Bỉ (Ultratip Flanders)                 | 38                |
| Bỉ (Ultratip Wallonia)                 | 14                |
| South Korea (Gaon International Chart) | 18                |

## Lịch sử phát hành
| Khu vực  | Ngày                | Định dạng      | Hãng đĩa                 |
| -------- | ------------------- | -------------- | ------------------------ |
| Úc       | 13 tháng 3 năm 2013 | Đài phát thanh | Sony Music Entertainment |
| Ý        | 22 tháng 3 năm 2013 | Đài phát thanh | Sony                     |
| Anh Quốc | 5 tháng 5 năm 2013  | Tải nhạc số    | Sony Music Entertainment |